# Bassin minier de Ronchamp et Champagney

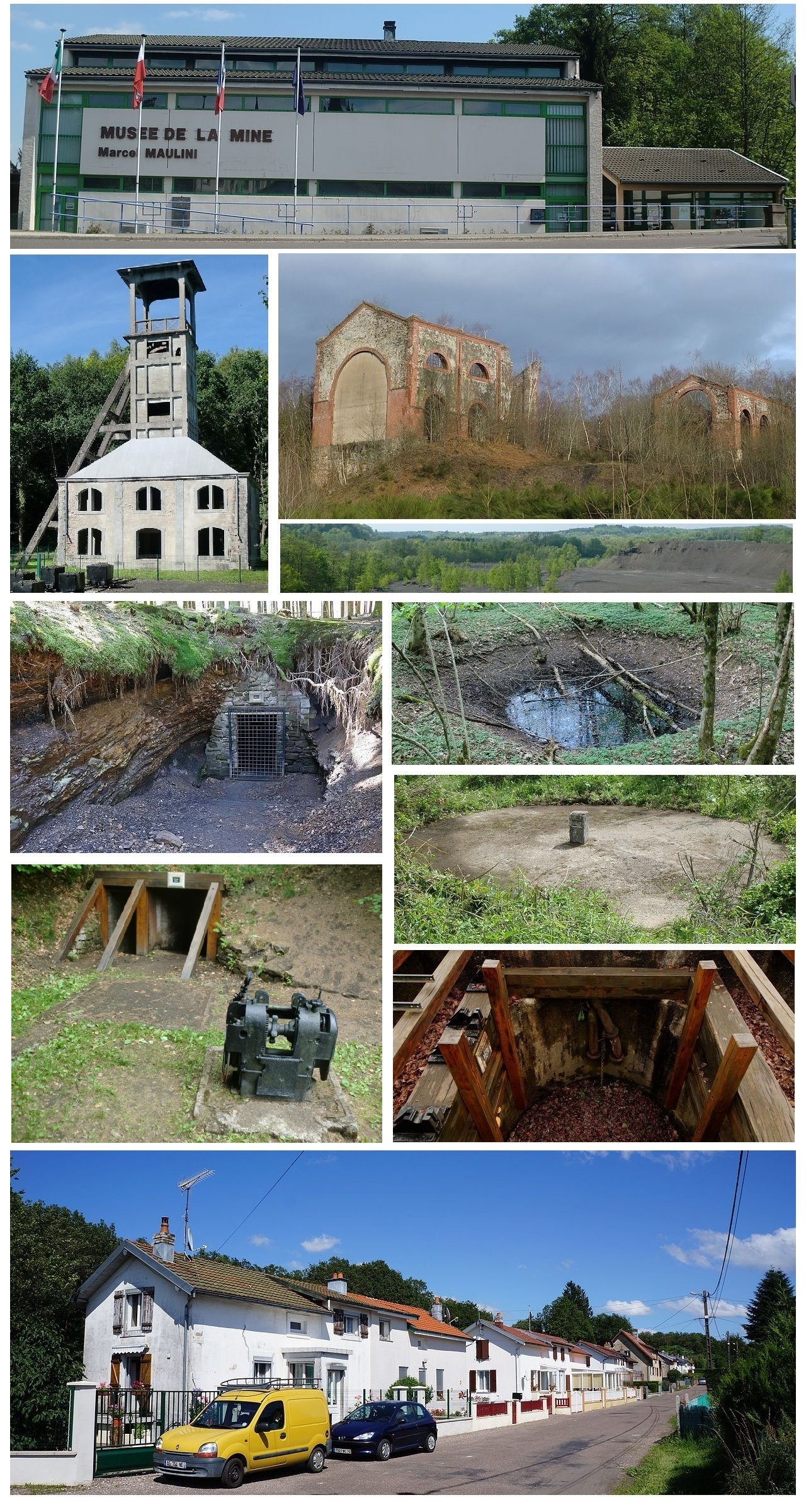
Variété paysagère du bassin minier.

Le bassin minier de Ronchamp et Champagney est un territoire situé dans le département de la Haute-Saône et la région française de Bourgogne-Franche-Comté ; marqué économiquement, socialement, paysagèrement, écologiquement et culturellement par l'exploitation intensive de la houille présente dans son sous-sol entre le XVIIIe siècle et le XXe siècle. Il se compose des trois principales communes de Ronchamp, Champagney et Magny-Danigon ainsi que de plusieurs hameaux et autres villages voisins.

## Géographie

Développement urbain du bassin minier.

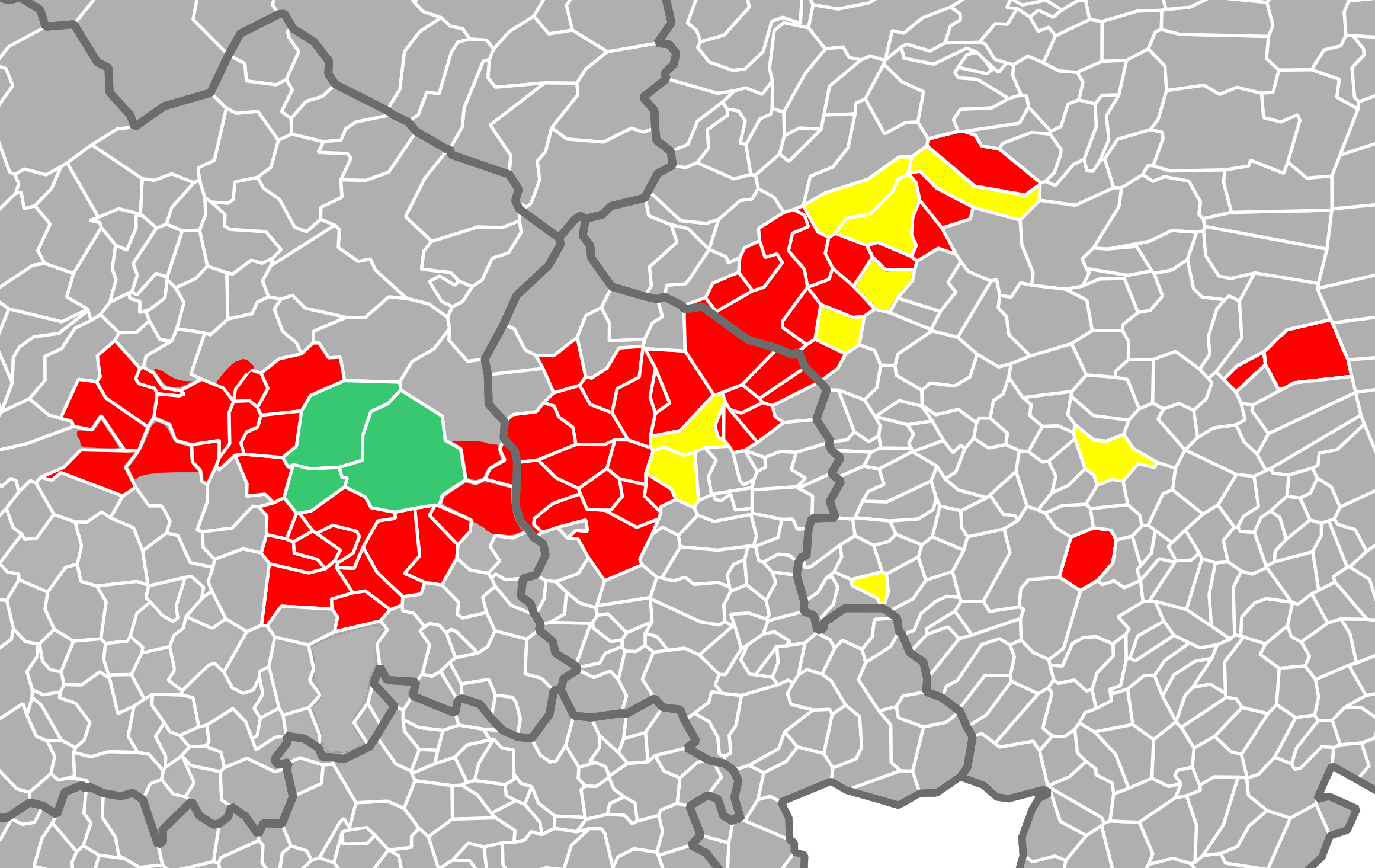
Le bassin houiller stéphanien sous-vosgien.
Bassin minier de Ronchamp et Champagney : exploitation industrielle
Tentative artisanale
Inexploitée

Étendue du bassin minier sur la carte des communes de Haute-Saône.
Communes exploitées
Autres communes

### Localisation
Le bassin minier est situé dans le département de la Haute-Saône et la région de Bourgogne-Franche-Comté dans l'Est de la France, non loin de la frontière Suisse et du Territoire de Belfort. Il est au cœur des bassins houillers des Vosges et du Jura.

### Géologie
Le territoire est situé sur le plateau de Haute-Saône dans la dépression sous-vosgienne et s'appuie sur le versant méridional du massif des Vosges. Le gisement est composé de deux couches de charbon (dont l'épaisseur varie de quelques centimètres à trois mètres) s'étendant sur une surface de cinq kilomètres de longueur sur deux kilomètres de largeur. Ce gisement est recouvert par du grès rouge et divers types d'argile.
Le charbon a entamé sa formation il y a 300 millions d'années, pendant le carbonifère. La transformation des débris végétaux a eu lieu sur une période de 20 millions d'années pour former de la houille. Pendant cette phase, les sédiments organiques se rassemblent dans une cuvette et sont recouverts par des alluvions.

La formation du gisement houiller de Ronchamp.
Coupe du gisement houiller entre Ronchamp et Courmont, avec le puits Arthur-de-Buyer (Magny-Danigon).

### Communes
Le bassin minier regroupe les communes de Ronchamp, Champagney et Magny-Danigon ainsi que les hameaux environnants : Grattery, Recologne, Mourière, La Selle, Le Rhien, Le Montchauveau, La Houillère, Le Magny et Éboulet.
Le bassin minier compte également des communes non exploitées et restées en dehors des concessions, mais qui sont habitées par des mineurs et influencées démographiquement et économiquement par l'exploitation des mines et ses traditions. Ce sont les villages de Fresse, Ternuay, Mélisey, Saint-Barthélemy, Malbouhans, La Côte, Palante, Lyoffans, Magny-Jobert, Andornay, Clairegoutte et Frédéric-Fontaine. Parmi tous ces villages, c'est Fresse qui connaît la plus grande influence des mines et qui a le plus marqué l'histoire des compagnies minières ; le village exploitait déjà de l'argent au XVIe siècle. Au début du XIXe siècle, ce sont les villages situés au nord de Ronchamp qui fournissent le plus de main d'œuvre, mais l'éloignement des puits de mines qui sont creusés de plus en plus vers le sud va, dès la fin du XIXe siècle, faire basculer la population vers les villages bordant Magny-Danigon.

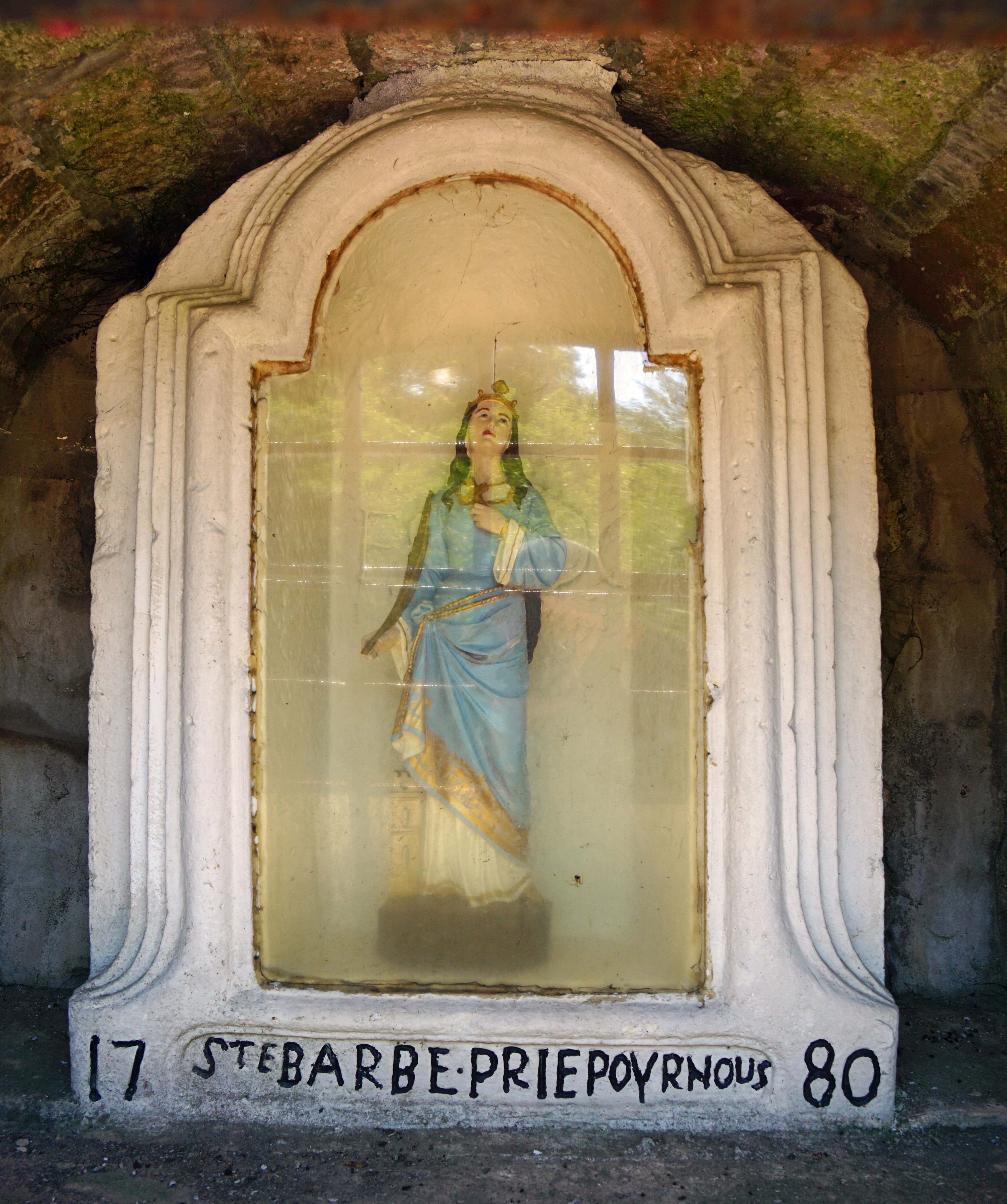
La sainte Barbe de Fresse.
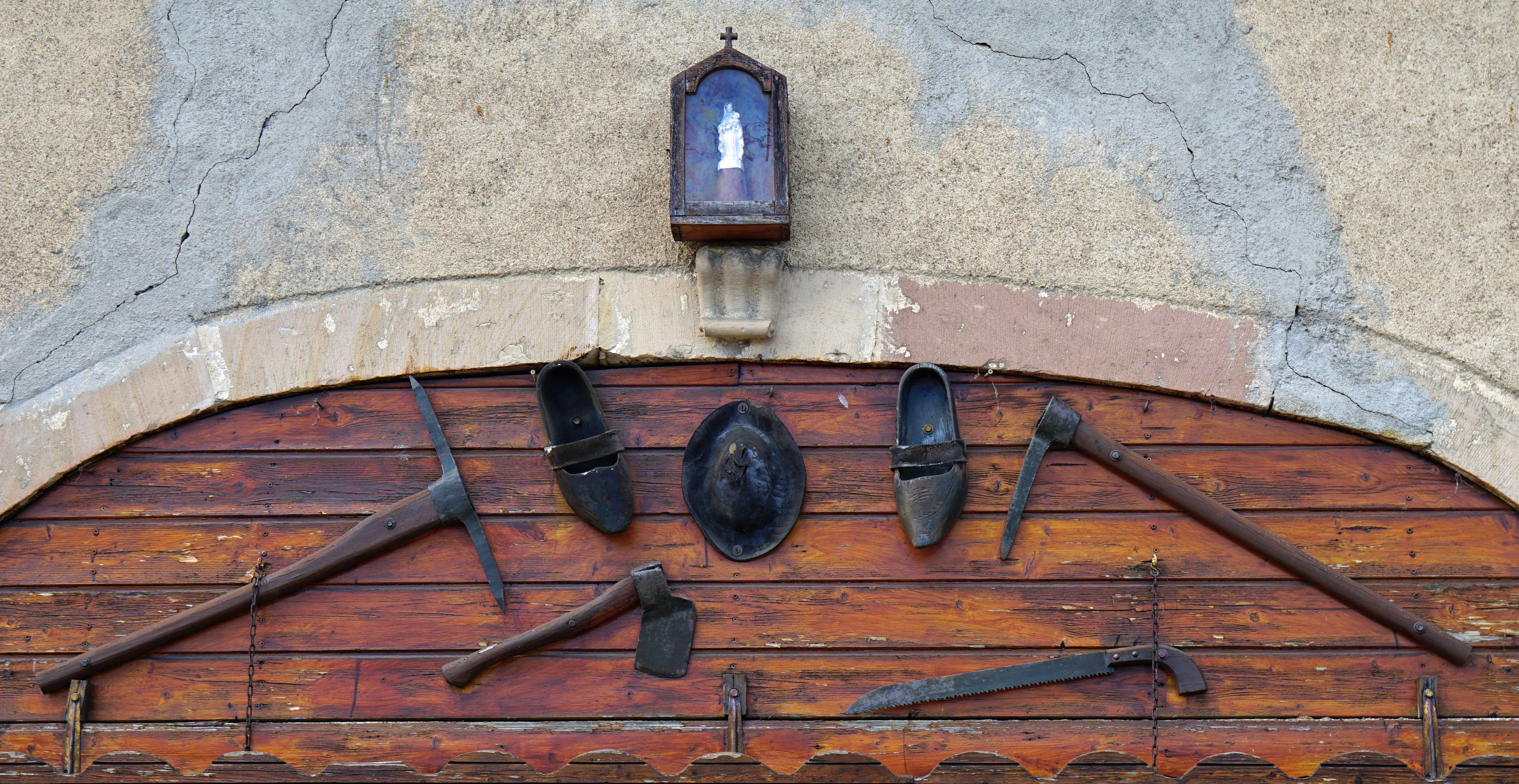
Outillage de mineur à La Côte.
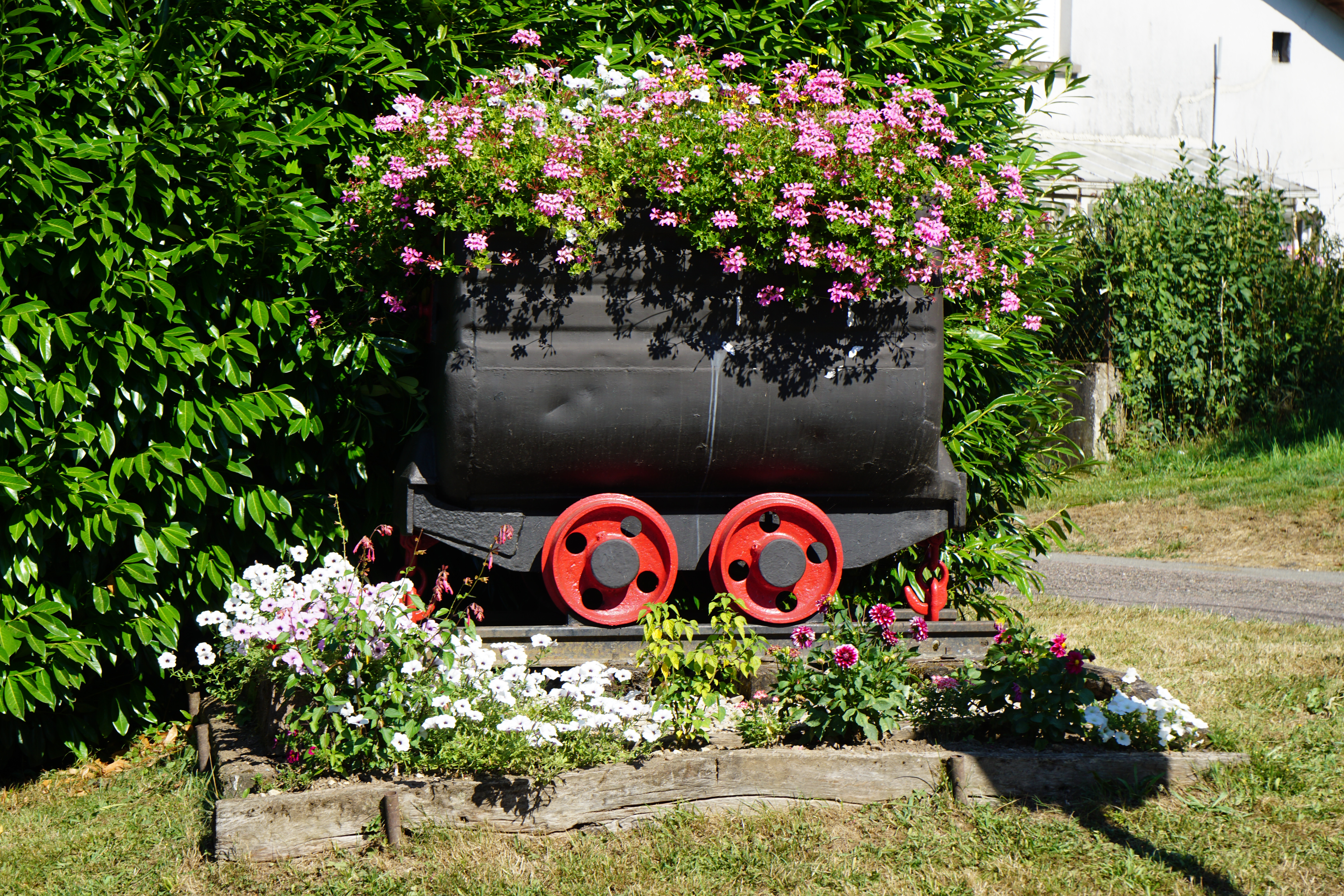
Une berline à Clairegoutte.

### Paysage
La partie nord est fortement vallonnée du fait de la présence du massif des Vosges, tandis que la partie sud est plus plane, l'agriculture y est fortement développé.

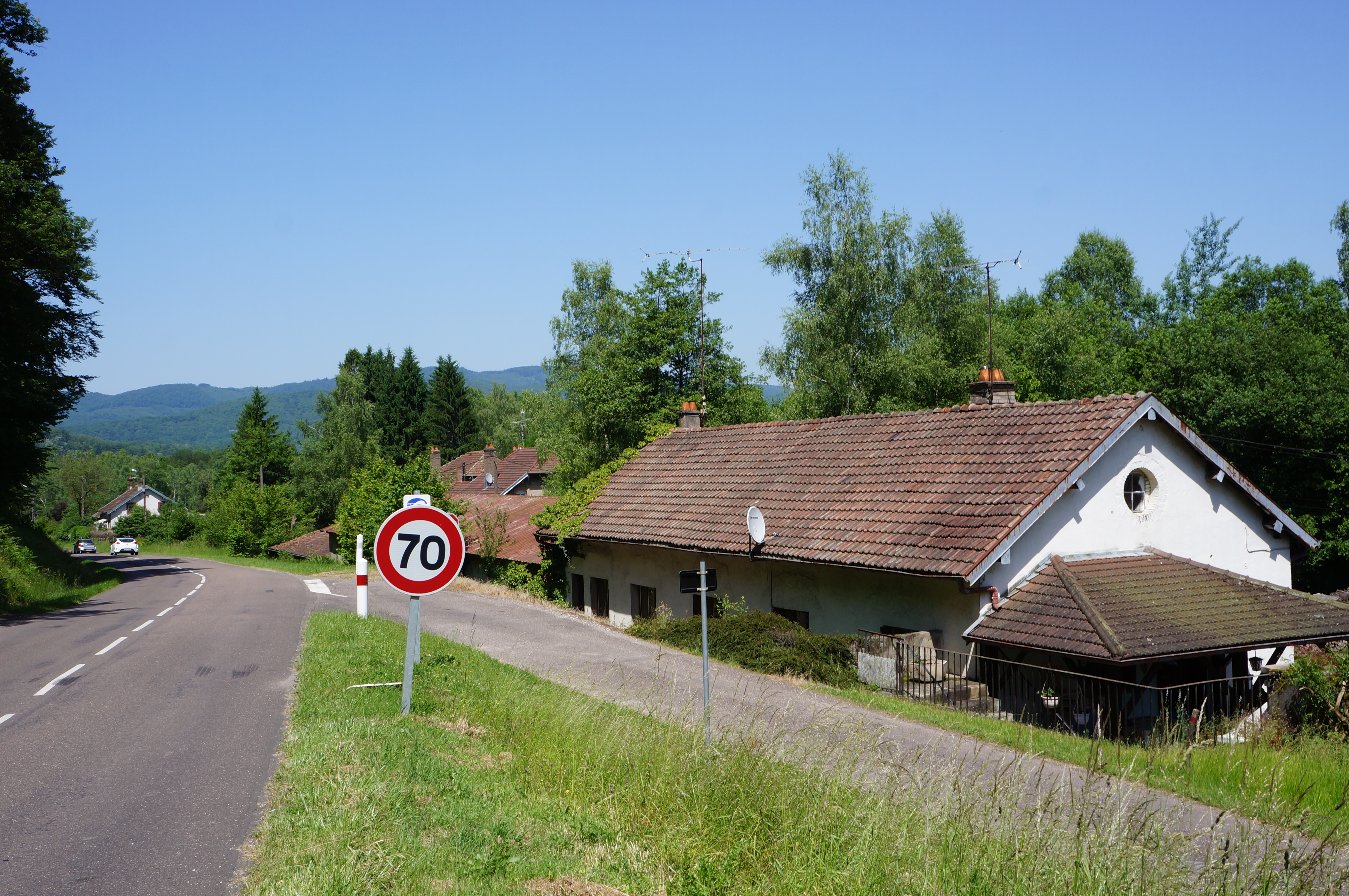
Le hameau du puits du Magny.
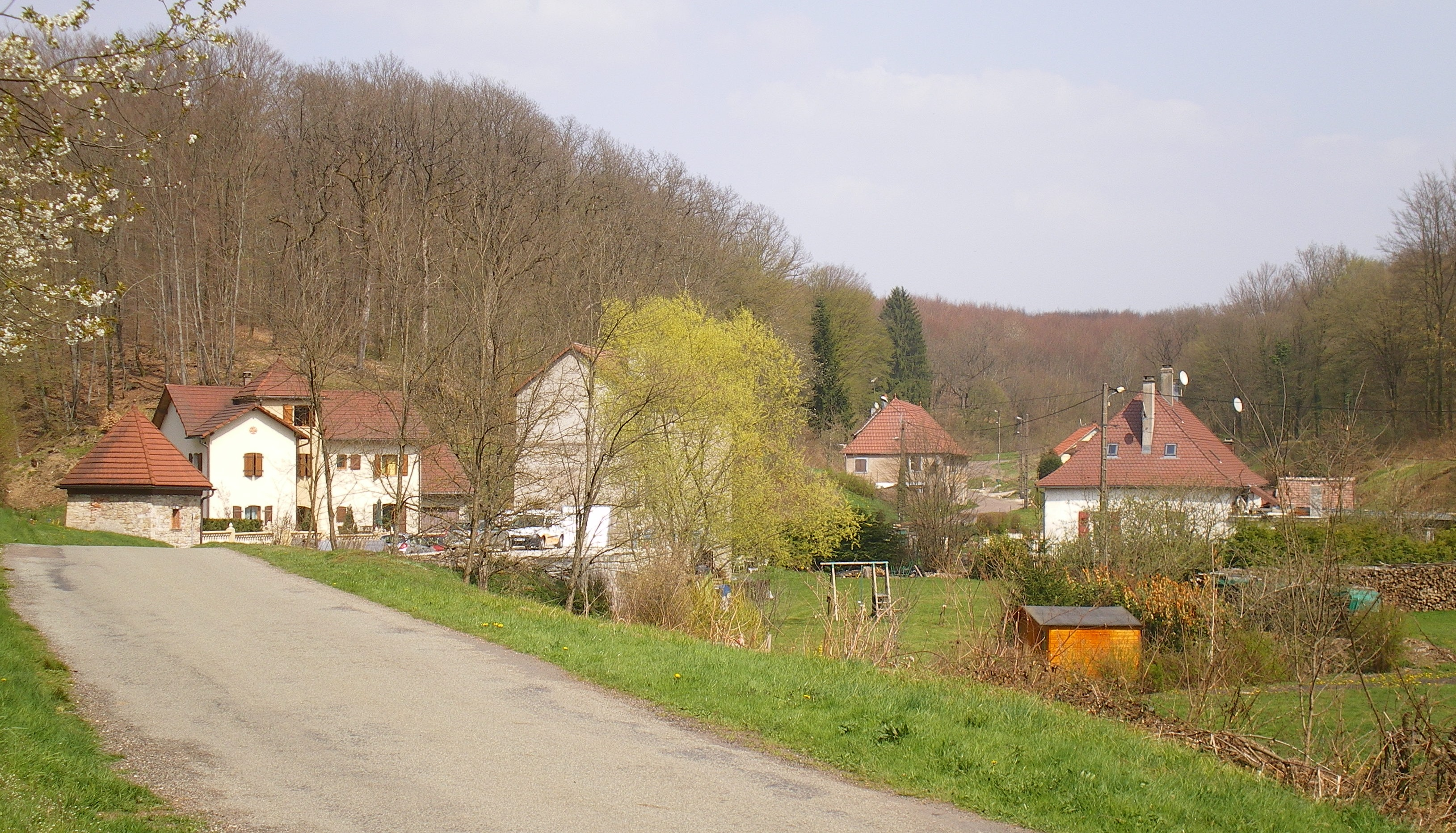
Le hameau de la Houillère.
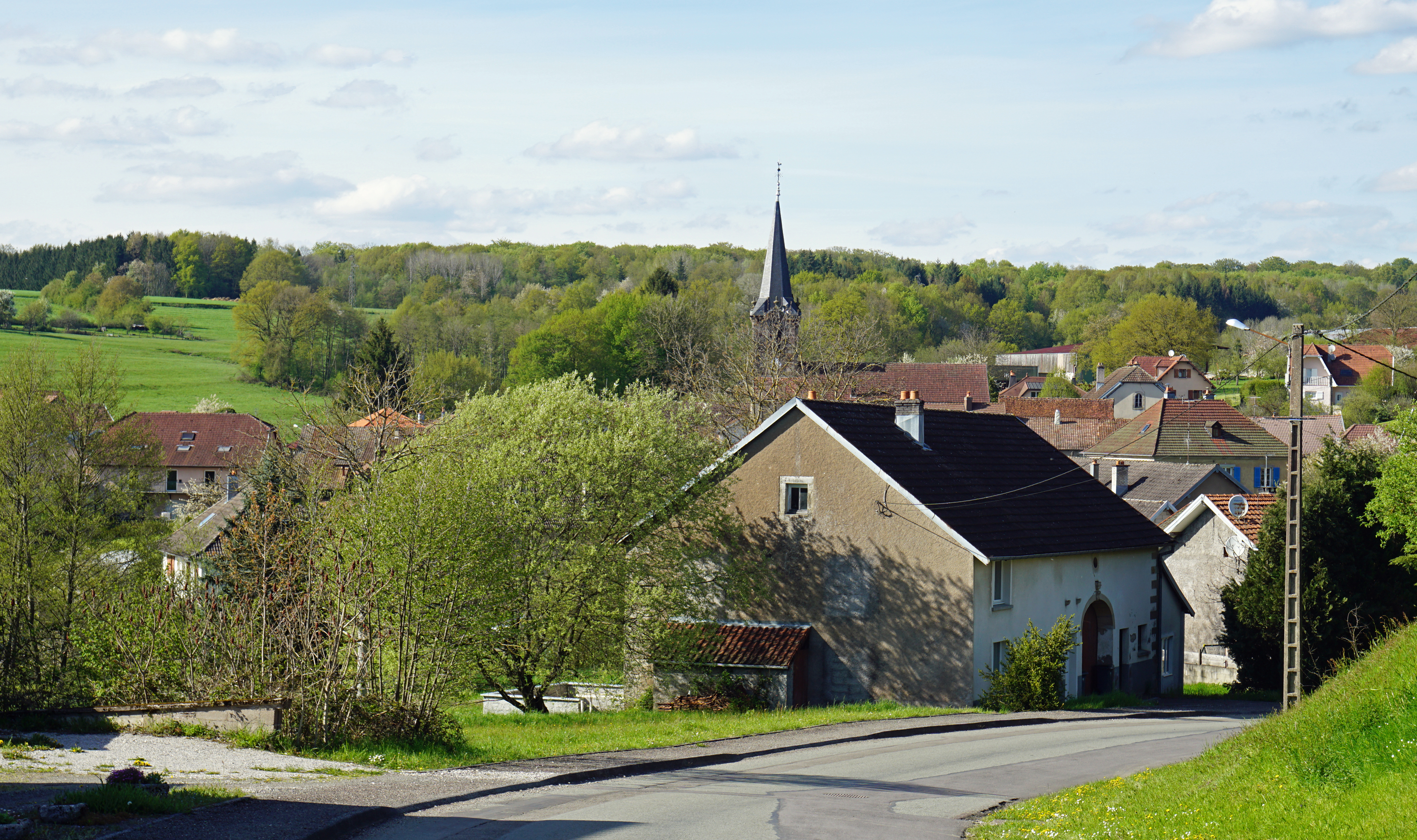
Village de Magny-Danigon.
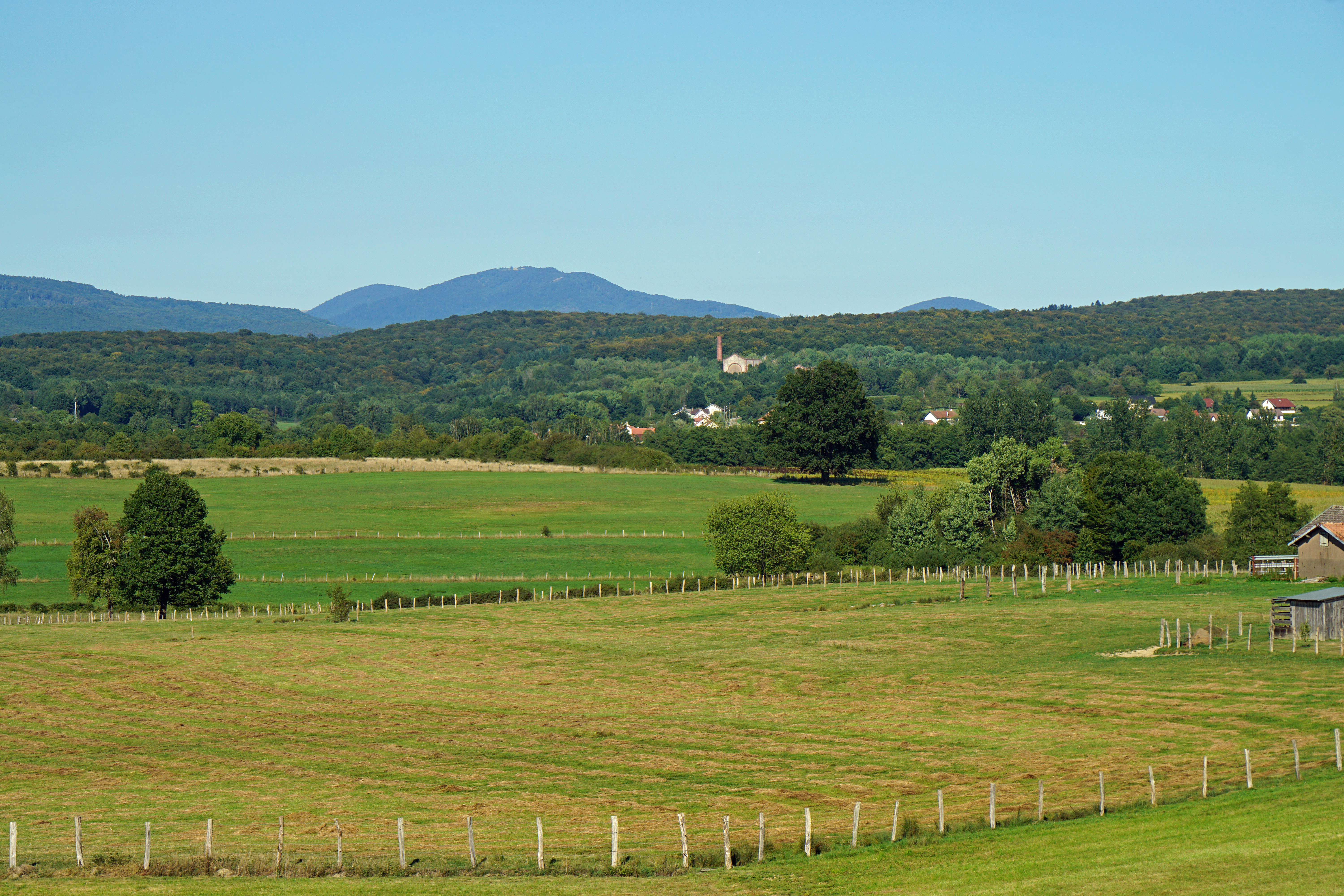
Paysage de la plaine située au sud du bassin minier où les ruines du puits Arthur-de-Buyer sont visibles.
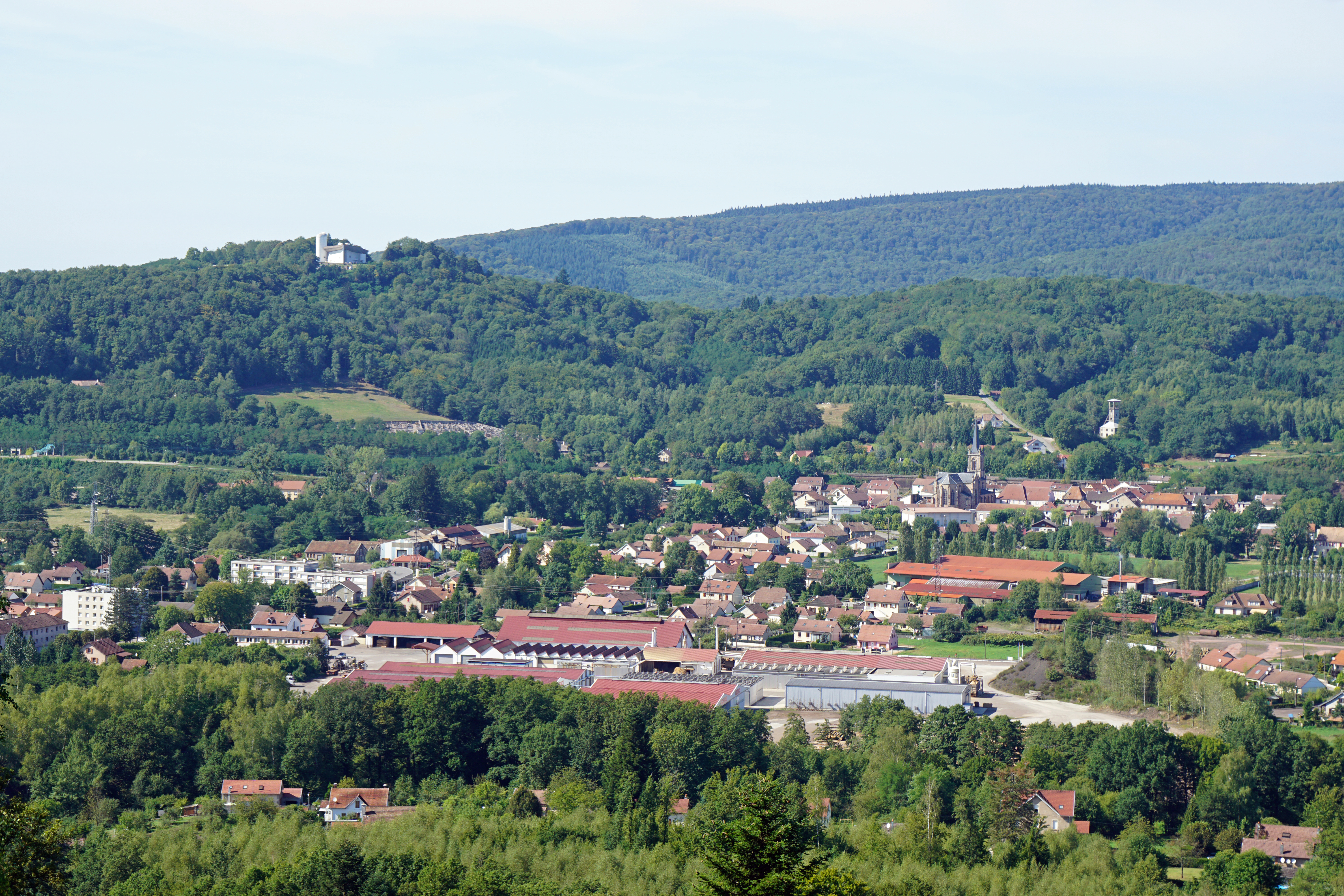
Vue générale de Ronchamp, où le paysage est très vallonné avec la colline de Bourlémont.

## Exploitation

Plan du bassin minier et des trois concessions établis au milieu du XIXe siècle.

Ce bassin minier a été exploité pour son sous-sol riche en houille pendant deux siècles, du milieu du XVIIIe siècle jusqu'au milieu du XXe siècle. L'exploitation a démarré dans des galeries à flanc de coteaux avant que ne soit creusé le puits Saint-Louis en 1810. Il est le premier véritable puits d'extraction du bassin minier. Les couches de charbon s'enfonçant de plus en plus, les puits se succèdent et sont de plus en plus profonds jusqu’à ce que la compagnie finisse par creuser deux fois de suite le puits le plus profond de France ; le puits du Magny (694 mètres) en 1878 et le puits Arthur-de-Buyer (1 010 mètres) en 1900. À la nationalisation des mines en 1946, les puits en activité et la centrale thermique sont confiés à Électricité de France. Un petit gisement situé vers le hameau de Mourière est exploité entre 1844 et 1891 mais de façon artisanale avec des couches de faible épaisseur et de piètre qualité.

## Culture et aspects sociaux
L'exploitation minière a profondément marqué le paysage avec ses terrils, cités minières et puits de mine, mais aussi l'économie et la population locale (immigration polonaise et traditions minières notamment).
Certaines communes du bassin minier sont considérées par l'INSEE comme faisant partie d'un même bassin de vie.

## Séquelles

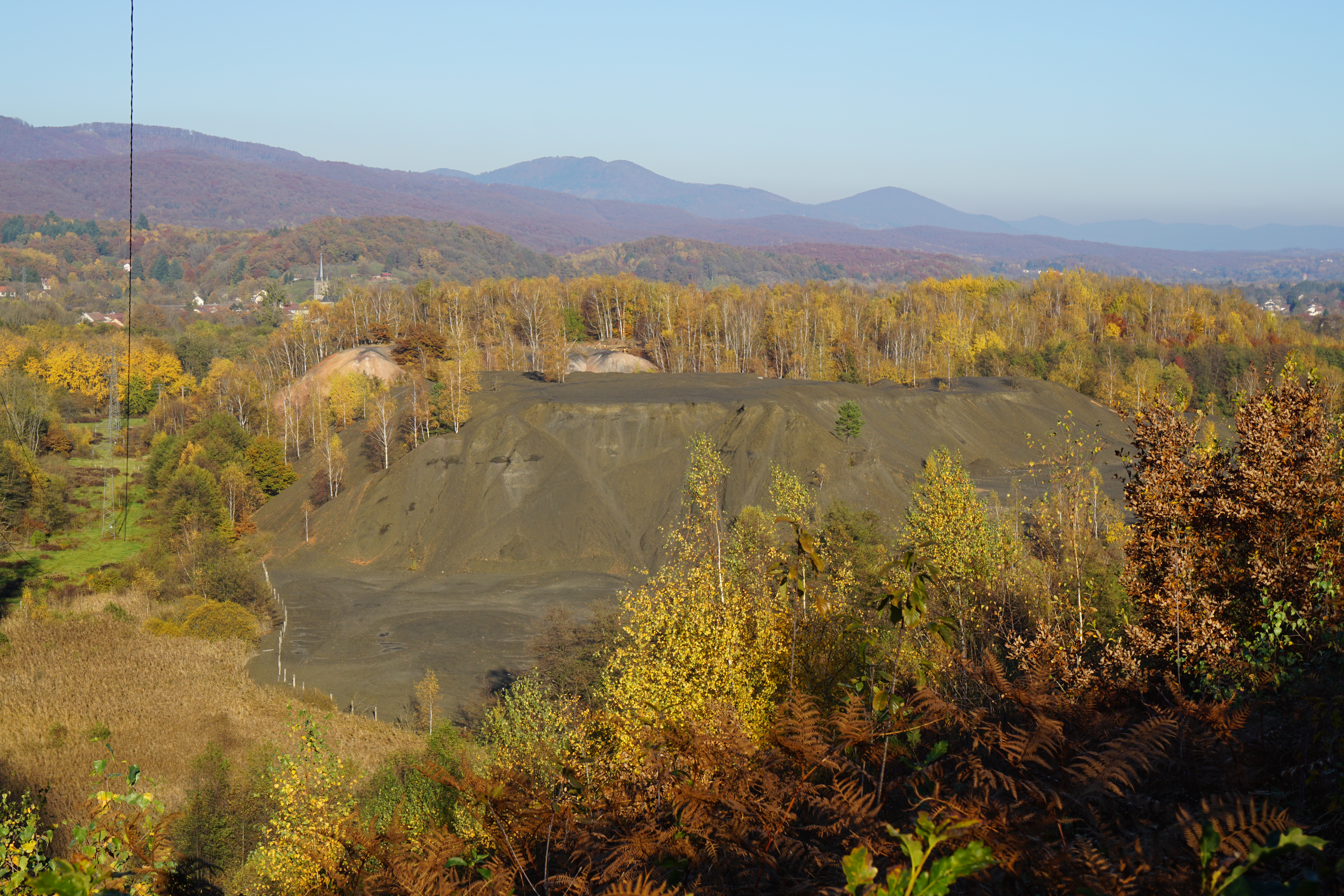
Paysage du bassin minier avec les terrils du Chanois et les Vosges.

Après la fermeture en 1958, les sites miniers sont mis en sécurité, les infrastructures sont pour la plupart démolies et les ouvriers sont convertis à d'autres activités. Plus tard, un musée et deux associations sont créés pour préserver la mémoire de ce passé minier ; plusieurs sites sont réaménagés pour devenir visitables.

## Hommages

Carte des vestiges du bassin minier.

Outre le musée de la mine Marcel-Maulini et le chevalement du puits Sainte-Marie, plusieurs monuments fixes et décoration urbaines rendent hommage à l'exploitation du charbon. Aux affleurements se trouve le mémorial de la mine qui représente les puits du bassin minier, il est installé en 2004 et inauguré le 24 septembre 2005. Sa forme de trou de serrure évoque la « clé » du développement économique de Ronchamp qu'est l'extraction du charbon. La stèle installée en 2008 pour le cinquantenaire de la catastrophe de l'Étançon, rend hommage aux victimes.

Monuments fixes
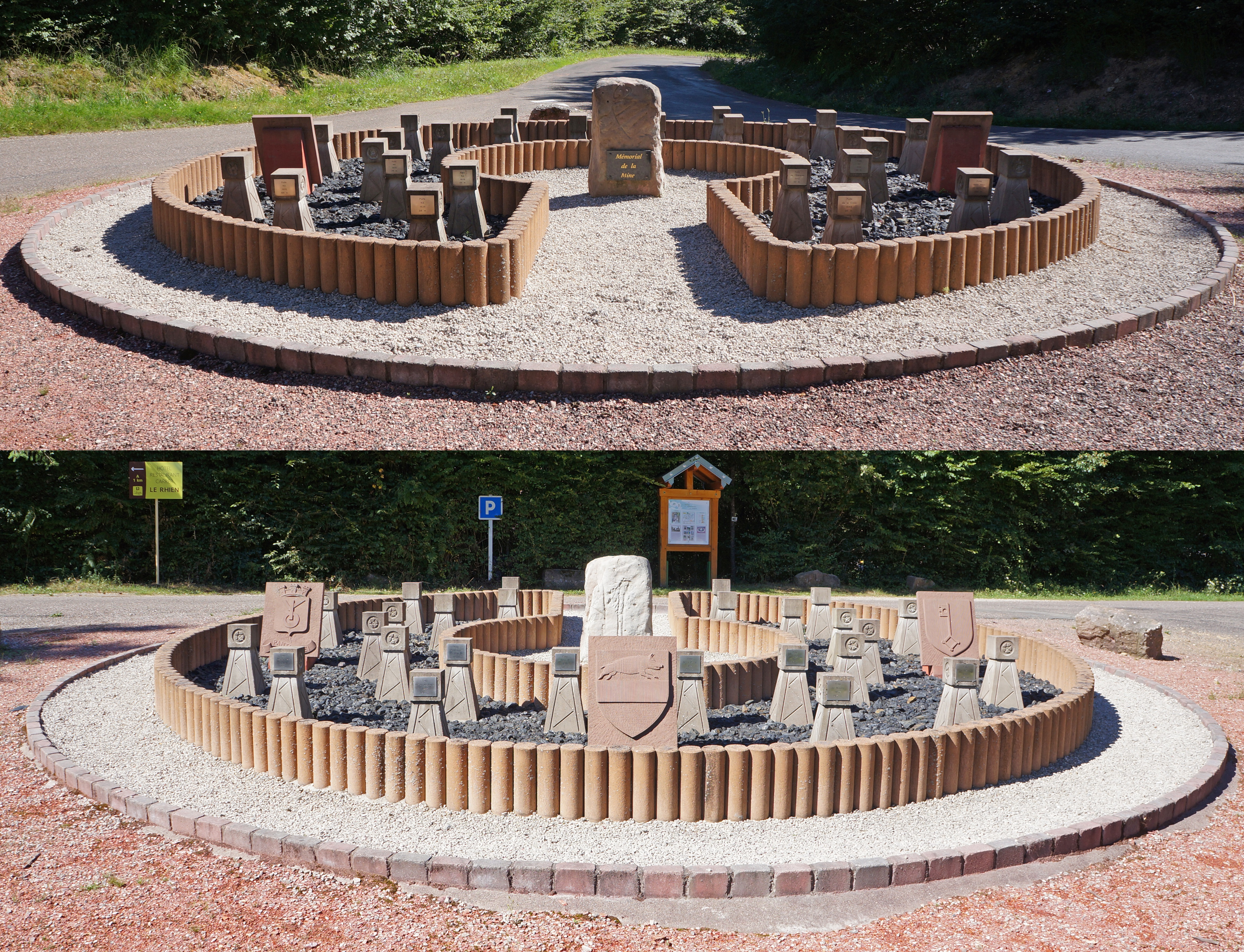
Le mémorial de la mine.
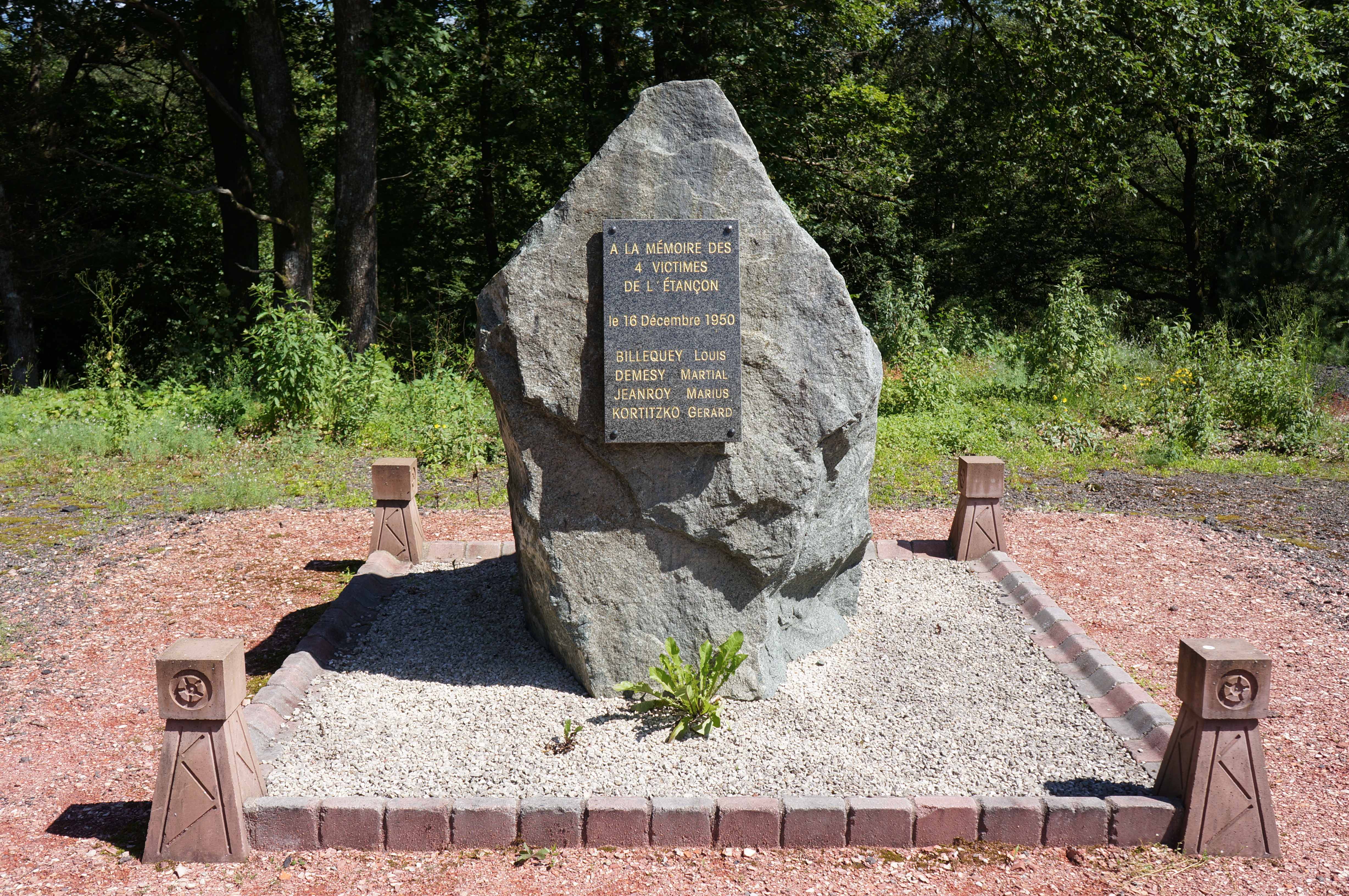
La stèle de la catastrophe de l'Étançon.
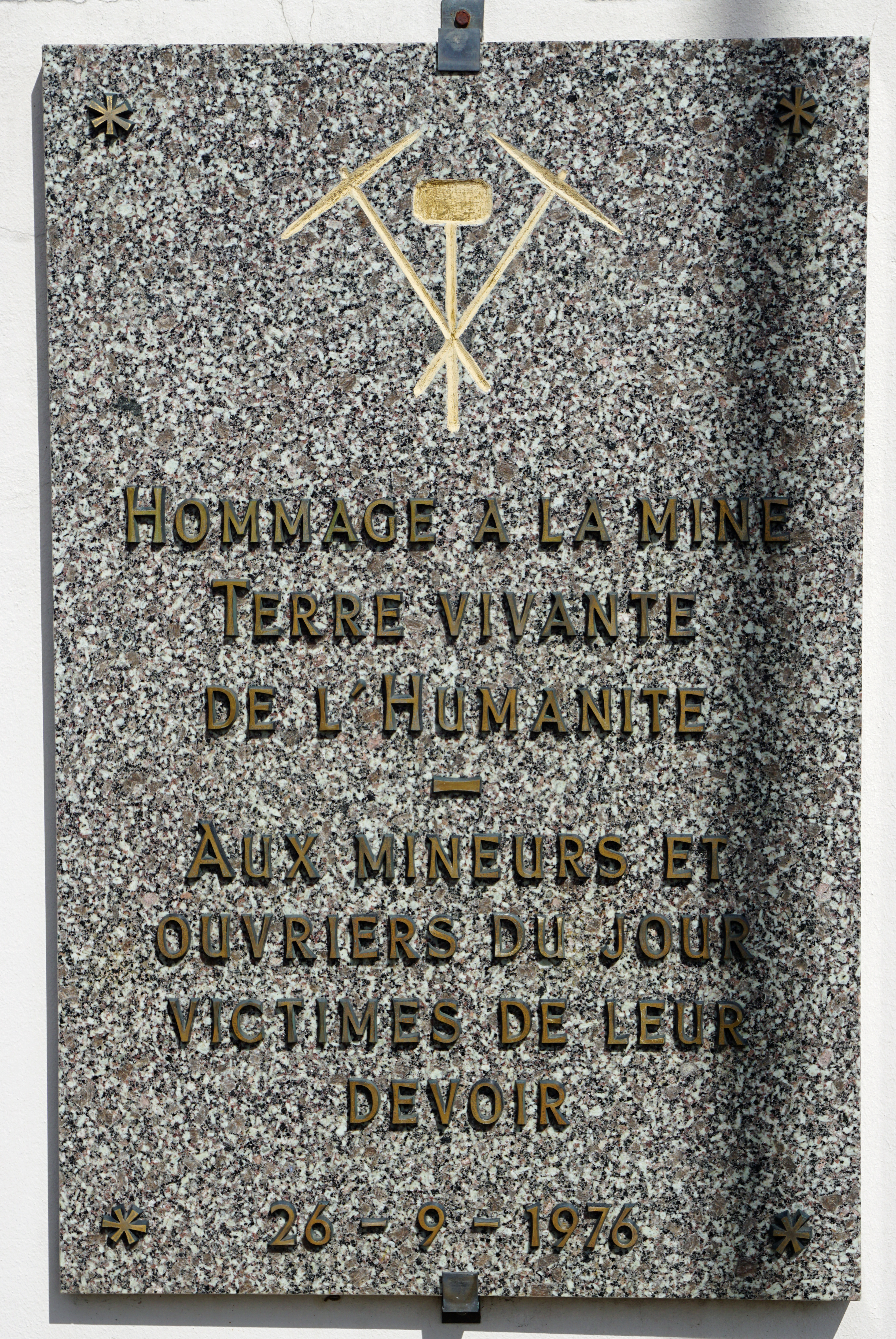
Plaque du musée.

La commune de Ronchamp possède un monument aux morts de la guerre de 1870, érigé sur le square du Souvenir français et de la Résistance. Ce monument, inauguré en 1904 par François-Xavier Niessen, fondateur du Souvenir français, possède la particularité d'être à la fois dédié aux victimes de guerre et à celles du travail,.
Le Cube des Prêles est construit en 1990 dans le centre-ville pour évoqué la formation du charbon. De l'autre côté de l'église, un bas-relief rendant hommage au travail des mineurs est installé par Agnès Descamps en 2002.

Sculptures
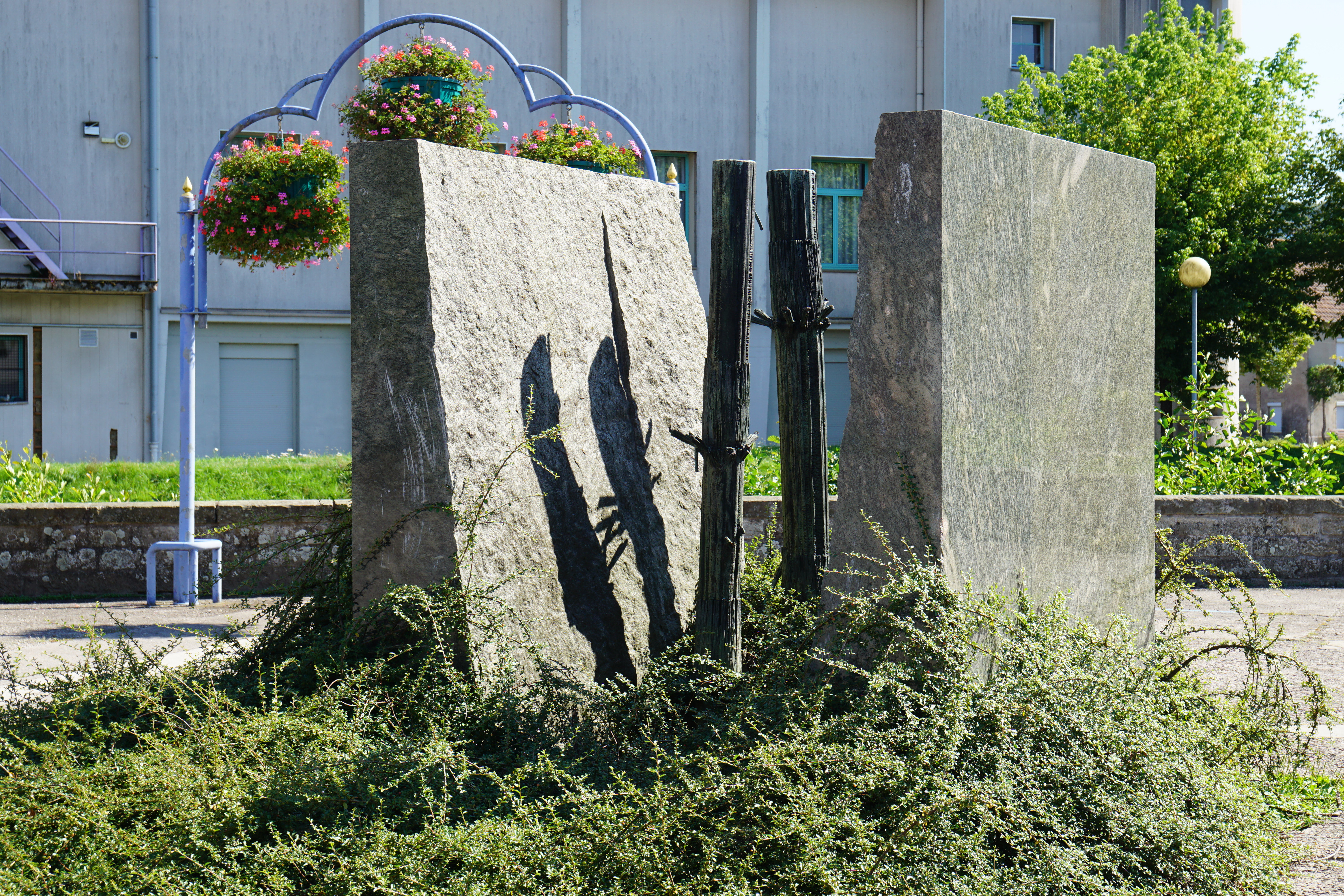
Le Cube des Prêles.
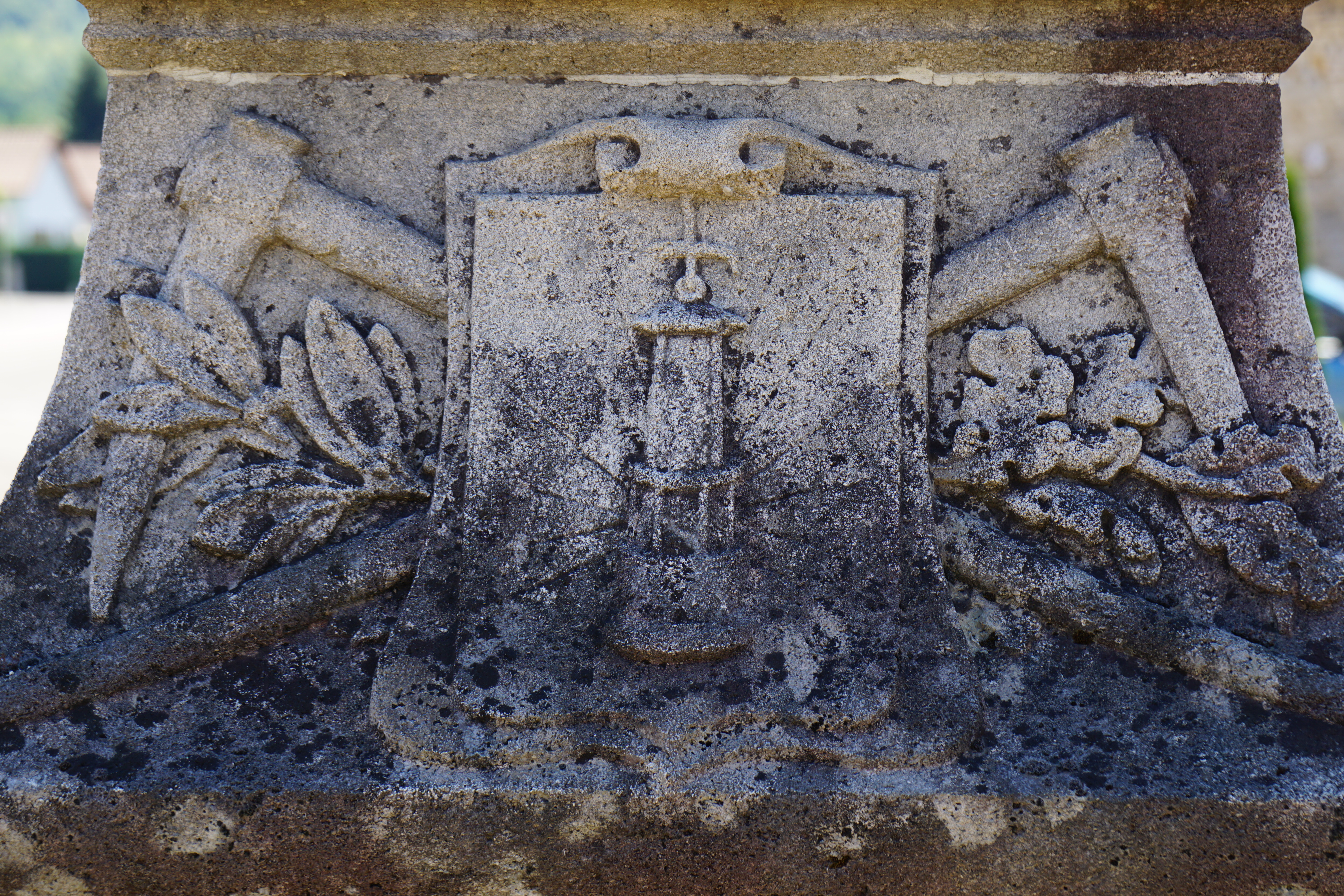
Symboles des houillères sur le monument aux morts de la guerre de 1870.
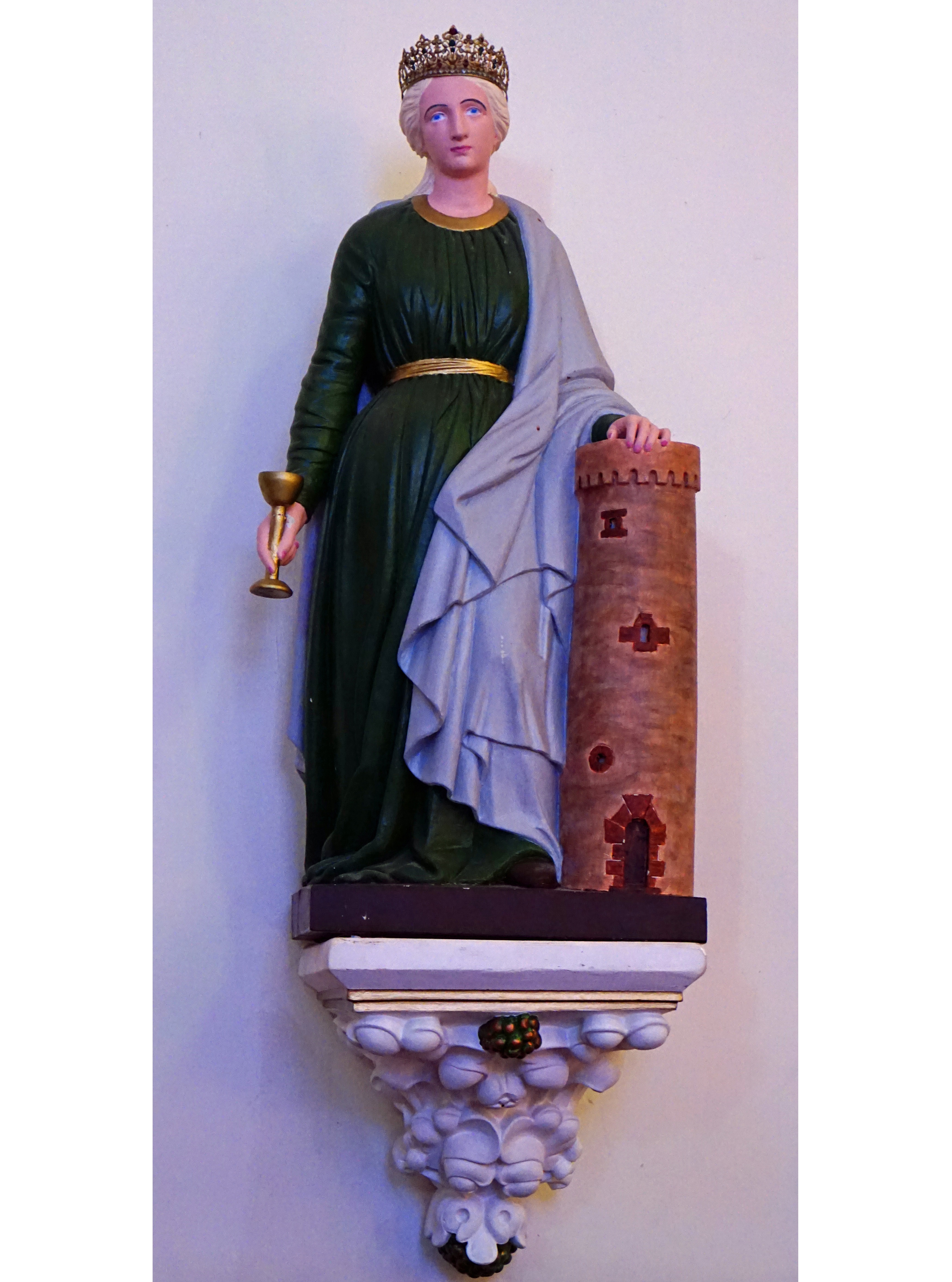
Sainte Barbe dans l'église de Ronchamp.
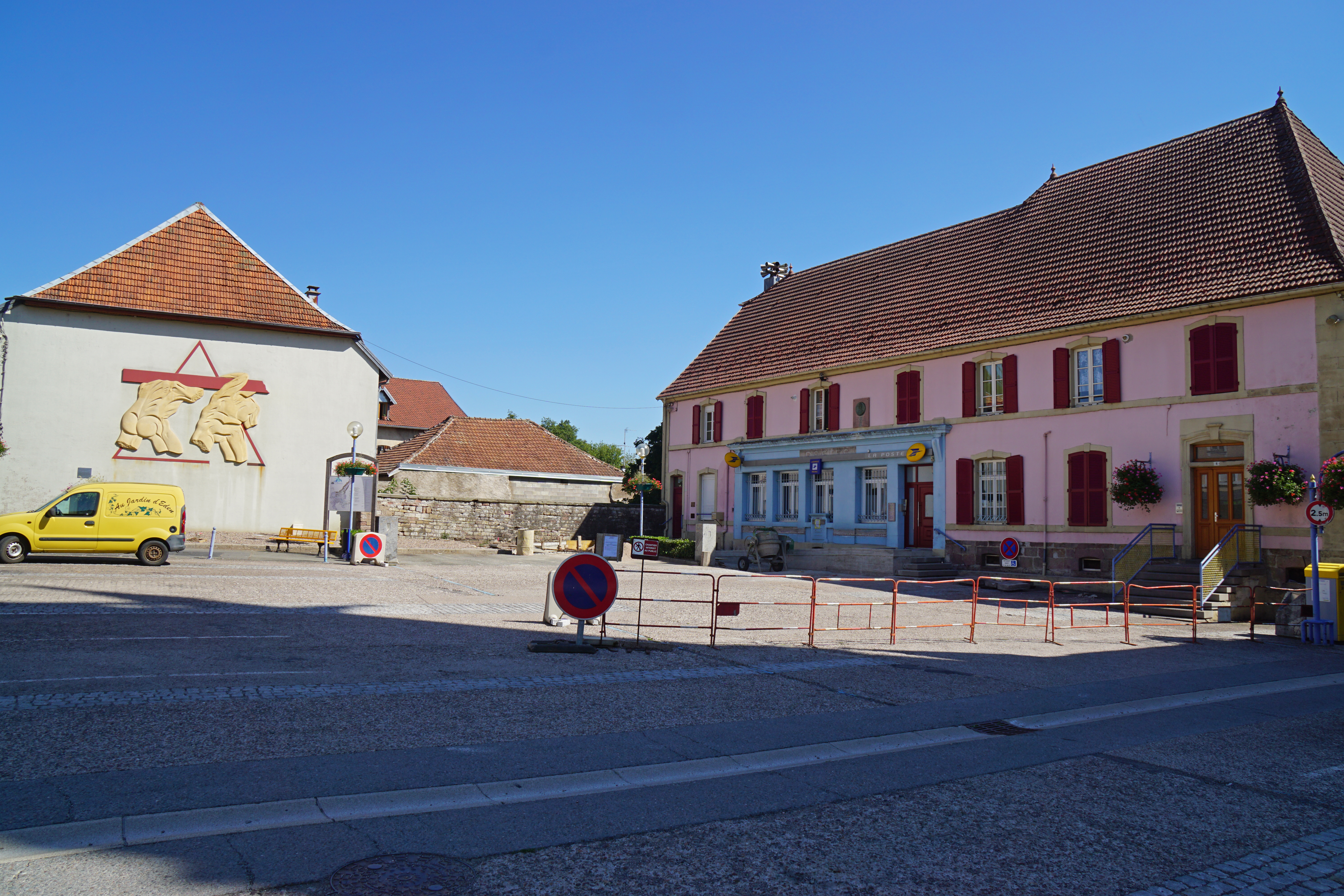
Le bas-relief dédié aux mineurs, à gauche de la place de l'église.

Des wagonnets de mine achetés par la municipalité de Ronchamp auprès de la ville de Montceau-les-Mines sont disposés le long de la RD 619, à proximité de lieux importants de la commune et sur les anciens site miniers. Un monument est installé en 2012 en face du puits Saint-Louis, au hameau de la Houillère et rappelle les premiers travaux miniers.

Décorations urbaines
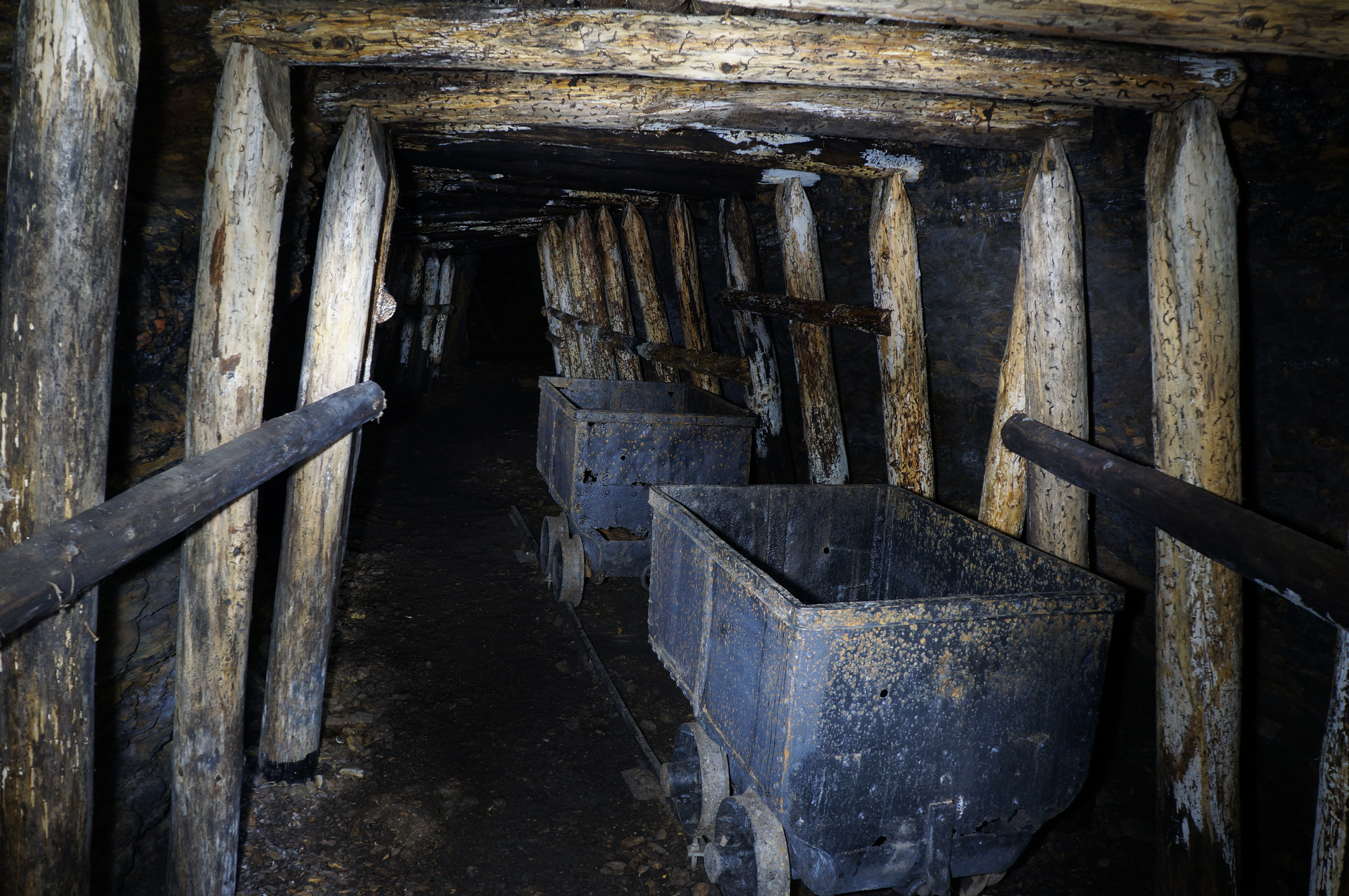
Des berlines authentiques de Ronchamp dans la galerie 780.
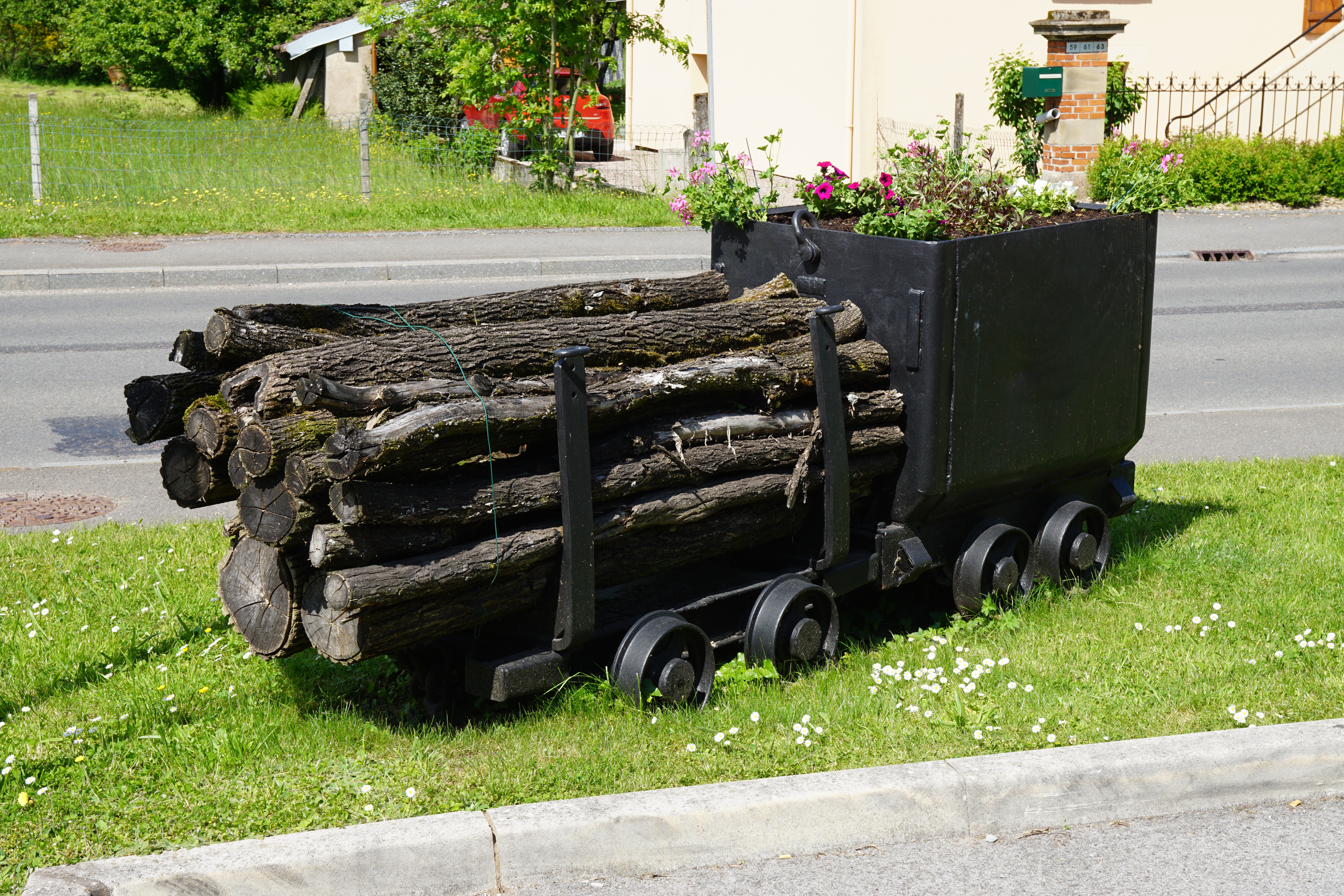
Deux berlines, au bord de la RD 619.
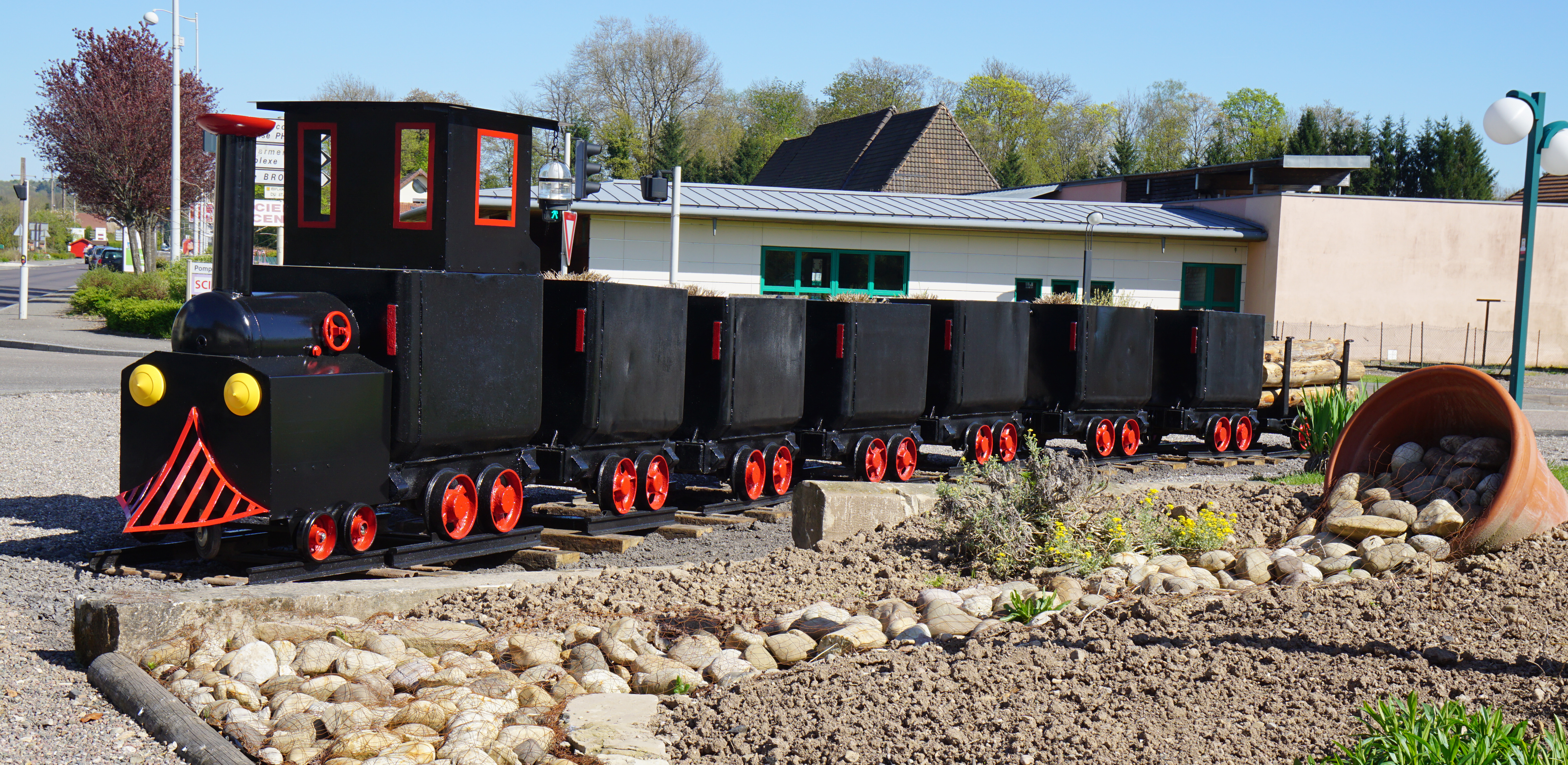
Autre train au square du Souvenir français et de la Résistance.
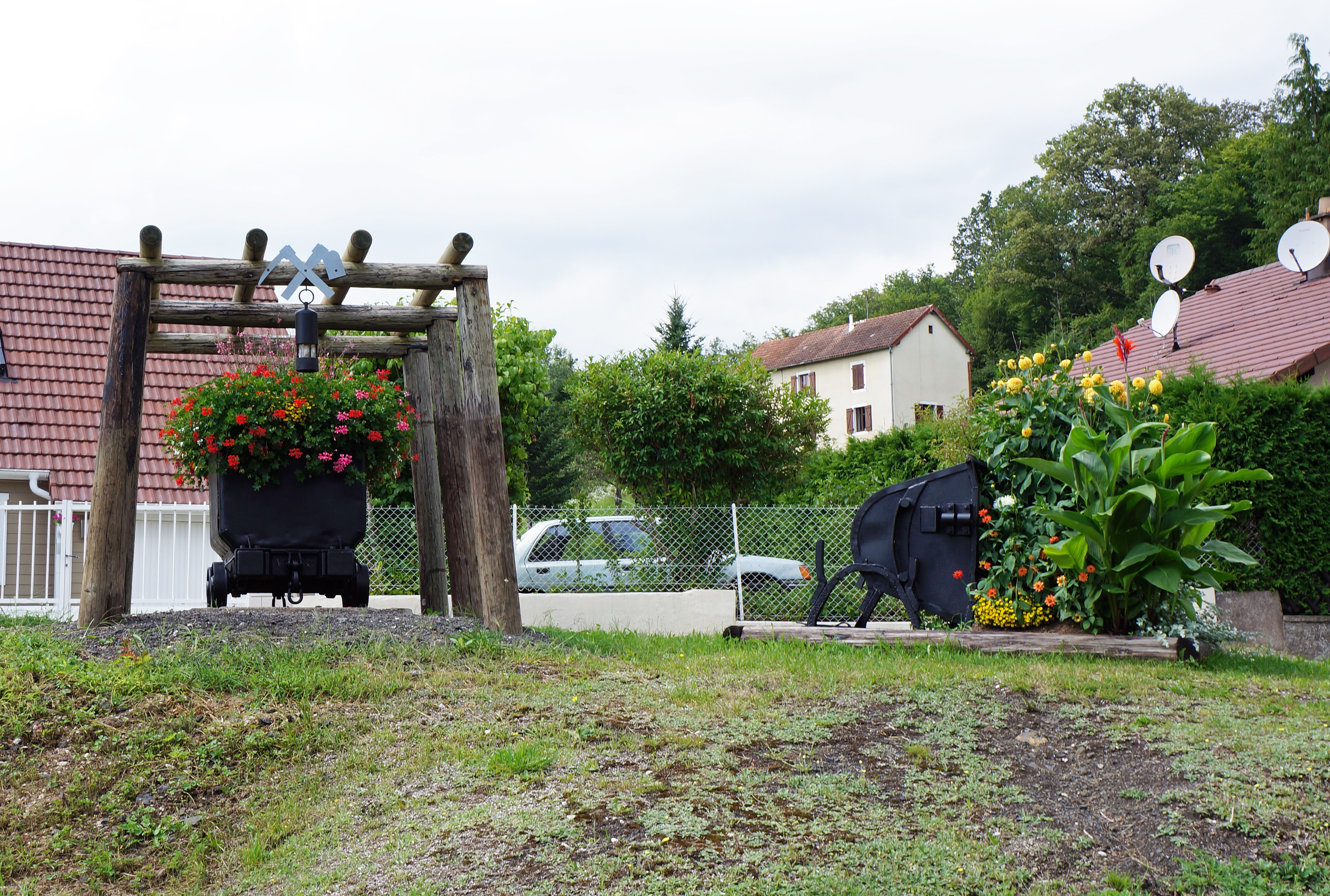
Le monument du hameau de la Houillère.

L'amicale des Houillères est créée en octobre 1976 à l’initiative de Marcel Maulini pour conserver le patrimoine social et culturel issu de la mine (notamment la fête de la sainte Barbe),.